# نثار
نثار (نهاوند)، روستایی از توابع بخش مرکزی شهرستان نهاوند در استان همدان ایران است. روستای نثار ازطایفه های زرینی، زیار، شیراوند و چند طایفه دیگر تشکیل شده است.

## جمعیت
این روستا در دهستان گاماسیاب (نهاوند) قرار دارد و براساس سرشماری مرکز آمار ایران در سال ۱۳۹۵، جمعیت آن ۵۹۸ نفر (۱۹۶خانوار) بوده‌است.